# Malleola aberrans
Malleola aberrans là một loài thực vật có hoa trong họ Lan. Loài này được (Schltr.) J.J.Sm. mô tả khoa học đầu tiên năm 1920.

## Hình ảnh

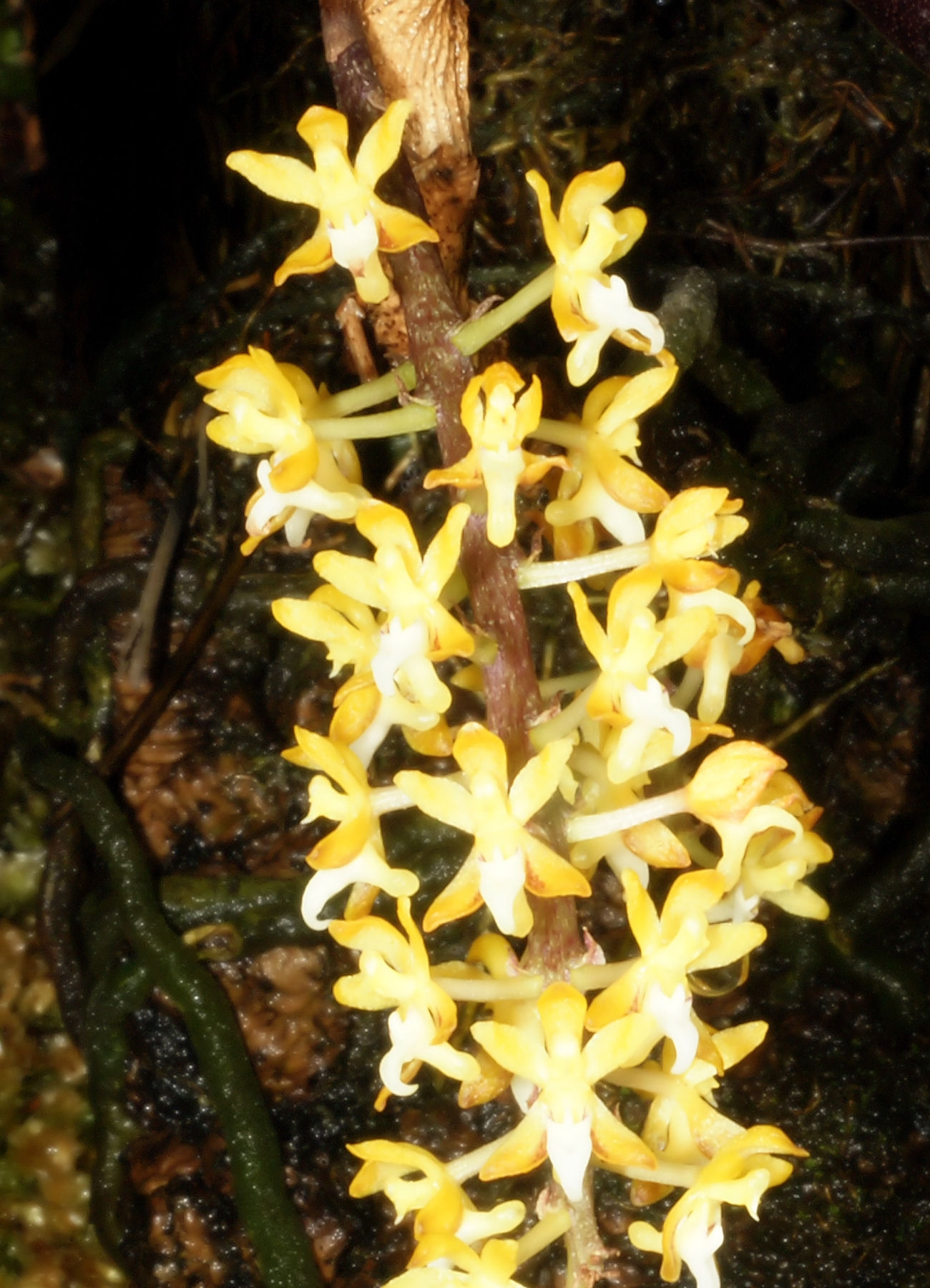